# Afroablepharus
Genre
Afroablepharus est un genre de sauriens de la famille des Scincidae.

## Répartition
Les espèces de ce genre se rencontrent en Afrique subsaharienne et dans le sud-ouest de l'Arabie.

## Liste des espèces
Selon The Reptile Database (27 juillet 2013) :
- Afroablepharus africanus (Gray, 1845)
- Afroablepharus annobonensis (Fuhn, 1972)
- Afroablepharus duruarum (Monard, 1949)
- Afroablepharus maculicollis (Jacobson & Broadley, 2000)
- Afroablepharus seydeli (De Witte, 1933)
- Afroablepharus wahlbergi (Smith, 1849)
- Afroablepharus wilsoni (Werner, 1919)

## Publication originale
- Greer, 1974 : The generic relationships of the scinicid lizards genus Leiolopisma and its relatives. Australian Journal of Zoology Supplementary Series, no 31, p. 1-67.